# Francisco González Rul
Pour les articles homonymes, voir Francisco González, González et Rul.
Francisco González Rul, né en 1920 et mort en 2005, est un archéologue mexicain connu en particulier pour ses travaux sur la téphrochronologie.